# 2019年第一屆QQ飛車亞洲盃境外賽區選手名單
本條目將介紹由中國境外各國選拔的選手代表中國境外各國參加2019年第一屆QQ飛車亞洲盃。

## 台港澳
台港澳賽區將由極速領域春季錦標賽的四強選手代表出賽(4名)。
- 澳門Moverest(極速領域春季錦標賽冠軍)，亞洲盃使用名稱:Moverest
- 中華臺北 小草Yue(極速領域春季錦標賽亞軍)，亞洲盃使用名稱:Yue
- 香港 蒼芎之月(極速領域春季錦標賽季軍)，亞洲盃使用名稱:Firmament
- 澳門 17歲 (極速領域春季錦標賽八強)，亞洲盃使用名稱:17YRS[a]

## 東南亞資格賽
東南亞賽區的選手將由資格賽晉級一名選手，其餘的 越南、 泰國、 印度尼西亞等國將由國內的電競聯賽選拔出7名選手參加2019年第一屆QQ飛車亞洲盃
- 東南亞資格賽晉級選手(1名): 新加坡PDG.HaoHao
- 越南資格賽晉級選手(3名): 越南NetPro.Chanh、 越南NetPro.Beat、 越南Stars.DuanTV
- 泰國資格賽晉級選手(3名): 泰國K1mmyy、 泰國mantle、 泰國Shades
- 印度尼西亞資格賽晉級選手(1名): 印度尼西亞GieGie